# بندر لامپونگ
بندر لامپونگ(اندونزیایی: Bandar Lampung) شهری در استان لامپونگ کشور اندونزی است. جمعیت این شهر بر اساس سرشماری سال ۱۹۹۰ میلادی، ۴۵۷٫۹۲۷ نفر و بر اساس سرشماری سال ۲۰۰۰ میلادی، ۶۷۰٫۰۷۴ بوده که در سال ۲۰۰۷ میلادی به ۸۵۷٫۳۵۲ نفر افزایش یافته‌است.

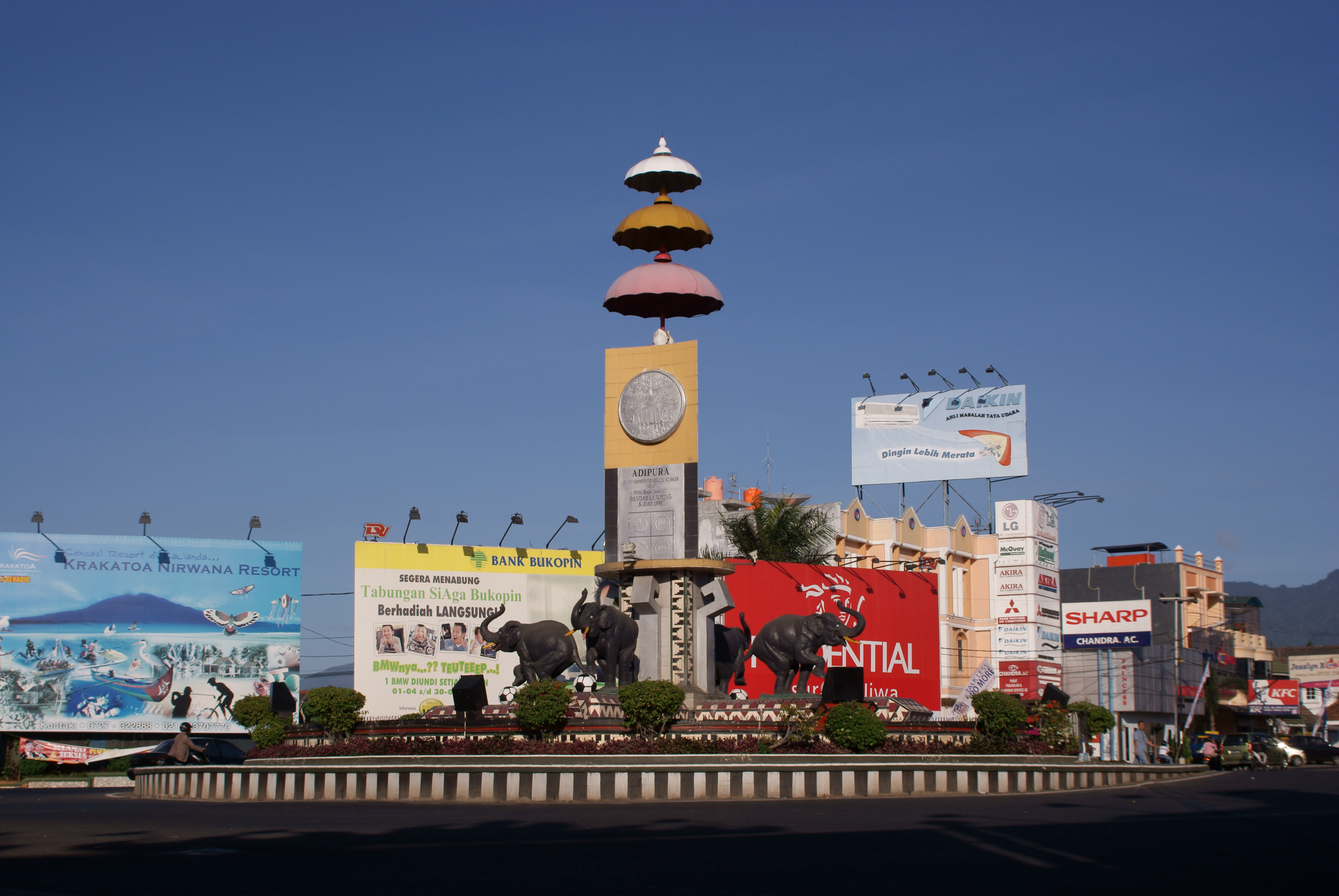